# Samostan Karša
Samostan Karša ali Karša Čamspaling Gompa  je budistični samostan v Ladaku, v Severni Indiji. Nahaja se na nadmorski višini 4.400 m, 14 km oddaljen od vasi Karšam in enako od glavnega kraja v pokrajini Zanskar. Reka Doda teče ob vznožju samostana od svojega izvira v ledeniku Drang Drung pri gorskem prelazu Pensi La na višini 5.100 m. Po izročilu naj bi ga ustanovil prevajalec Fagspa Šerab. Samostan, ki je znan tudi pod imenom Karša Čamspaling, spada pod red Gelugpa ali Red rumenih klobukov.

## Zgodovina
Samostan Karša je največji in najpomembnejši samostan v Zanskarju. Posvečen je Padmasambhavi. Pri samostanu najdemo tudi starodavne napise vklesane v kamen. Najstarejša zgradba je tempelj Avalokitešvari, med tem ko so v Čuk-šik-džalu stenske poslikave, ki izvirajo iz časa Rinčen Zangpoja (958-1055).
Samostan je pod nadzorom mlajšega brata Dalajlame. Za njegovim sedežem v kapeli je kip Lhaso Čo Rinpočeja, ki so ga prinesli iz Lhasa leta 1960 in ima zlato krono s turkiznimi okraski. Najpomembnejši festival, poznan kot Karša gustor, se odvija s plešočo povorko mask med 26. In 29. dnem 11. meseca po tibetanskem koledarju, ki je običajno v januarju.